# Haus Samson

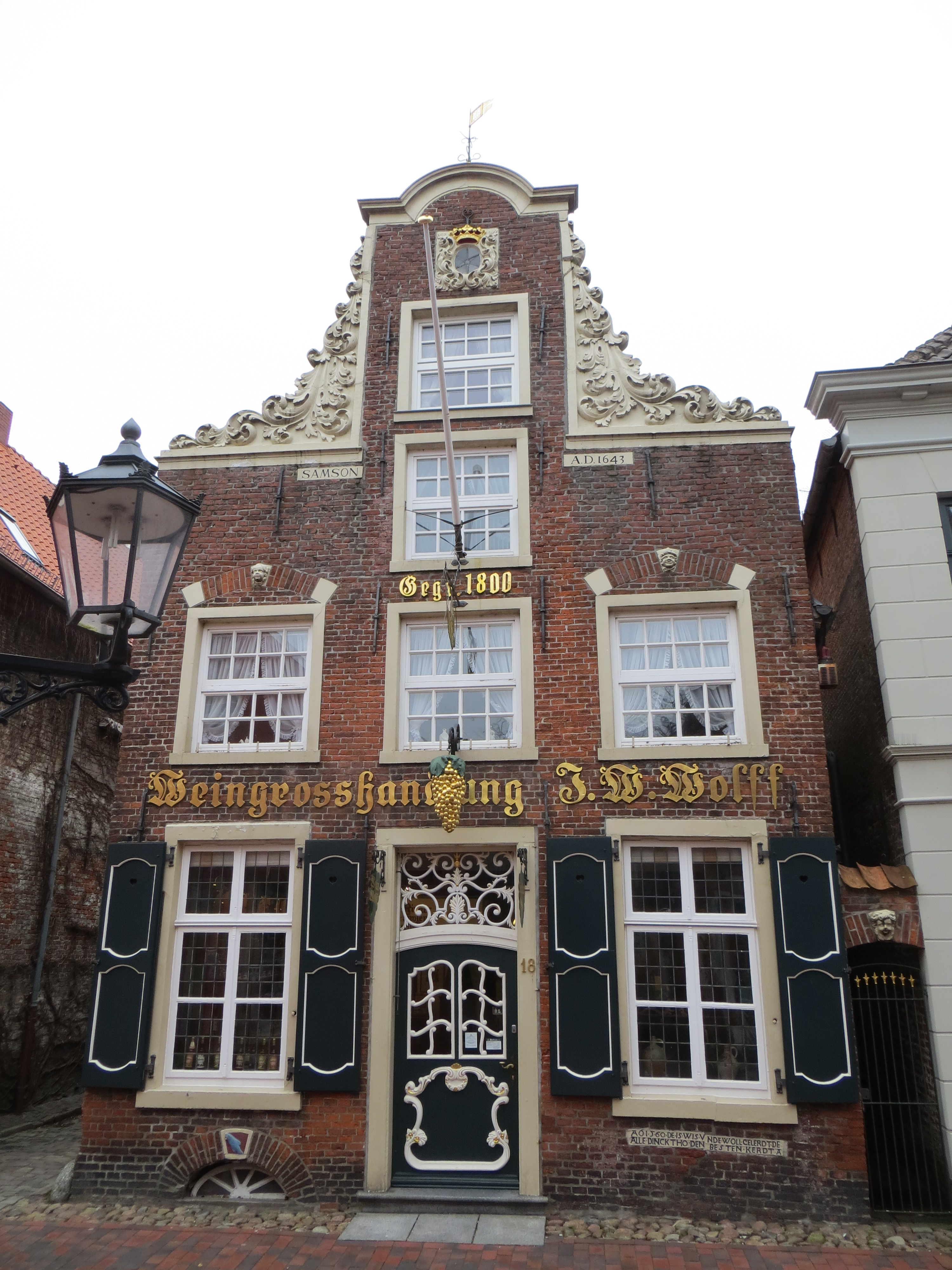
Haus Samson, erbaut 1643 im Barockstil. Im Erdgeschoss befindet sich eine Weinhandlung; im ersten und zweiten Obergeschoss stellt ein privates Museum ostfriesische Wohnkultur aus.

Das Haus Samson ist ein denkmalgeschütztes Gebäude in der ostfriesischen Stadt Leer (Landkreis Leer, Niedersachsen). Das im Gesims genannte Baujahr 1643 bezieht sich auf die Fassade, die in jenem Jahr an das Haus angebaut wurde. Der Kern des Gebäudes wurde im Jahre 1570 gebaut.
Im Erdgeschoss befindet sich heute eine Weinhandlung; im ersten und zweiten Obergeschoss stellt ein privates Museum ostfriesische Wohnkultur aus. Gebäude und Museum sind seit Anfang 2007 im Besitz der „Hilke und Fritz Wolff Stiftung“. Diese ist laut Satzung dem Erhalt und die Pflege von Baudenkmälern, denkmalgeschützten Gebäuden und schutzwürdigen Anlagen, der Förderung von Wissenschaft und Forschung, Kunst und Kultur sowie der Förderung der Heimatpflege und Heimatkunde in Ostfriesland verpflichtet.

## Bezeichnung
Benannt ist es nach Samson, der für ihre unbezwingbare Stärke bekannten Gestalt aus der Richterzeit des Alten Testaments. Warum es deren Namen trägt, ist unbekannt. Es war seinerzeit in den Niederlanden üblich, Häusern Namen zu geben. Vermutlich wurde das Haus daher schon beim Richtfest auf den Namen Samson getauft, um die Stärke seiner Besitzer zu symbolisieren.

## Geschichte

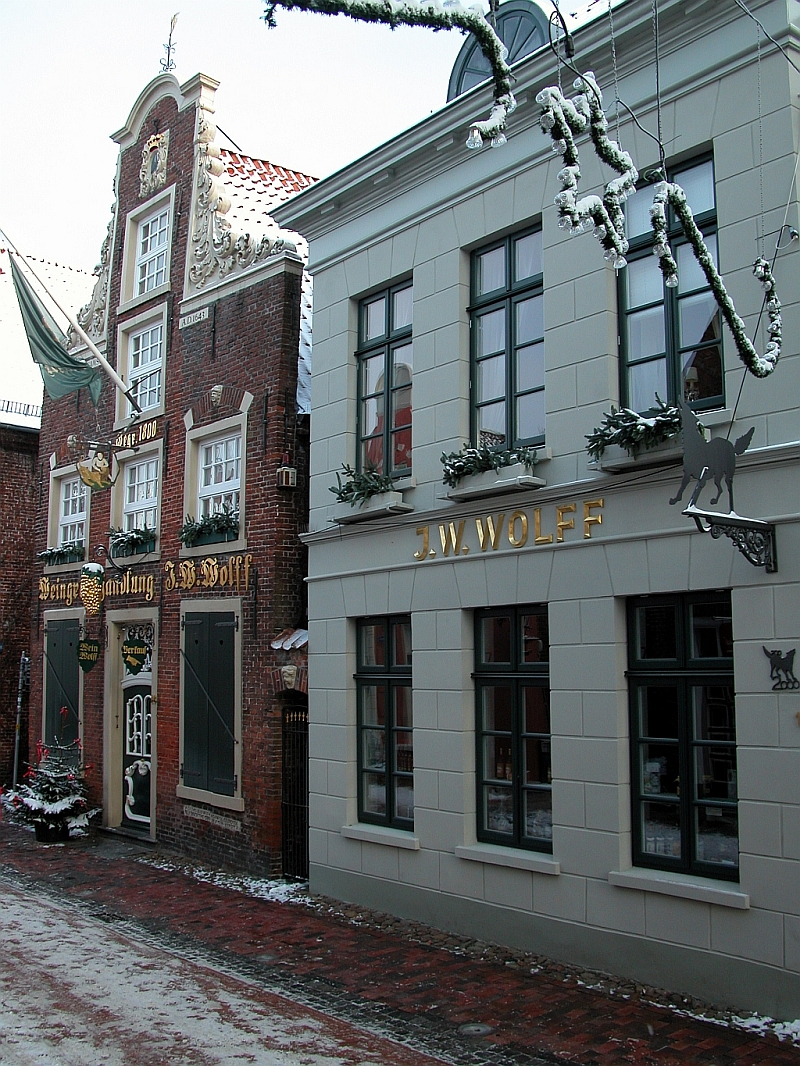
Die benachbarten Häuser Samson (links) und Wolff.

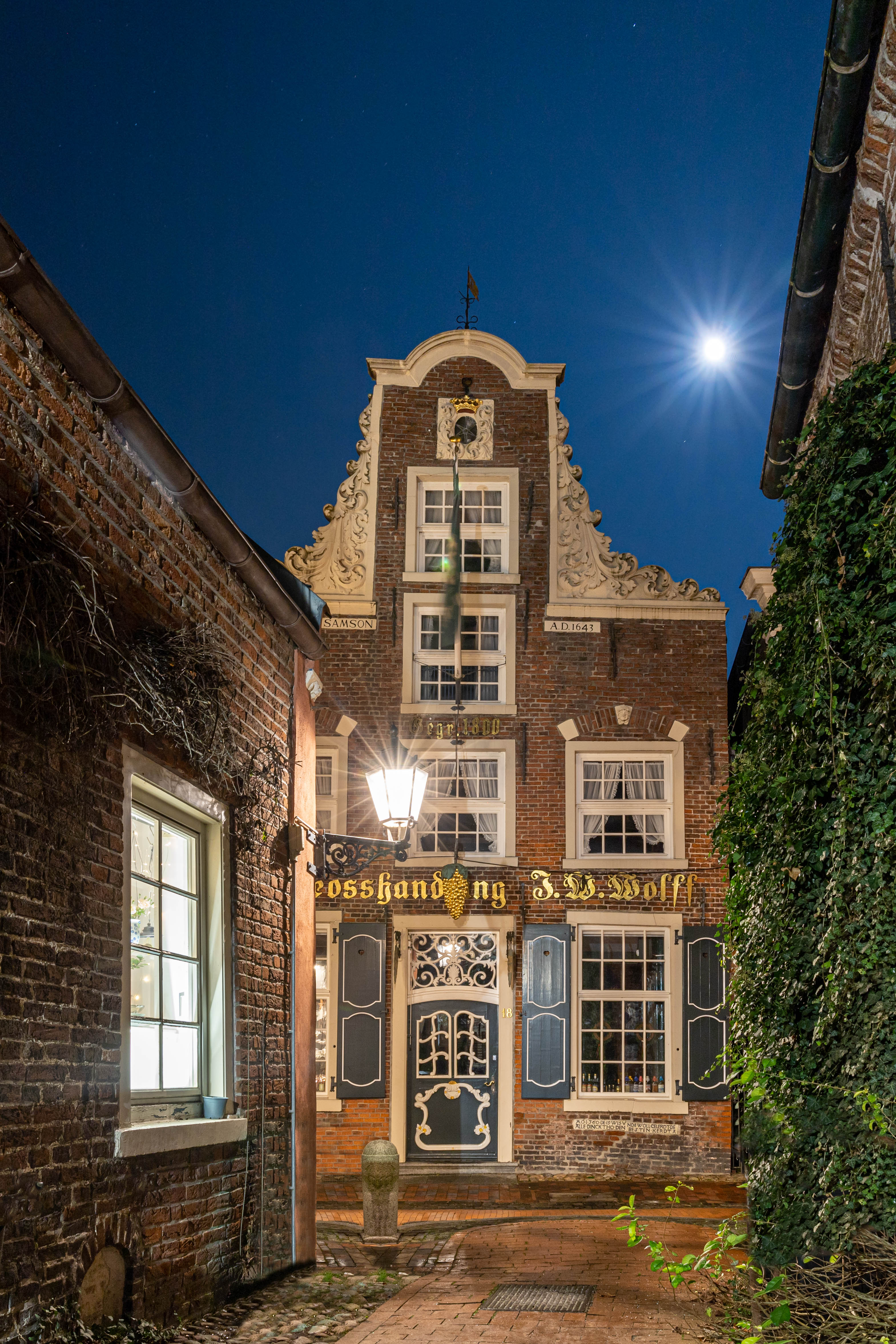
Ansicht bei Nacht.

Der Bau des Hauses Samson begann im Jahre 1570. Es wurde gemeinsam mit zwei Nachbarhäusern errichtet. Während des Dreißigjährigen Krieges schlug der protestantische Heerführer Ernst von Mansfeld von November 1622 bis August 1623 sein Quartier in der nahe gelegenen Harderwykenburg auf. Teile seiner Truppen zogen mehrfach in den Ort ein und verlangten hohe Kontributionen. Dabei zerstörten sie 1622 einen großen Teil des Hauses sowie seiner Fassade.
Vermutlich gelangte das Gebäude nach seiner weitgehenden Zerstörung in den Besitz der niederländischen Kaufmannsfamilie Coops (auch als Cop, Koops oder Kop bekannt), die spätestens im Jahre 1633 im Besitz der Immobilie war. Sie ließ es vom niederländischen Architekten Philipp Vingboom, der auch das obere Burgtor der Burg Bentheim und viele Häuser in Kampen gestaltet hat, wiedererrichten. 1643 wurde dem Gebäude die heute noch zu sehende Fassade vorgebaut. Die Familie Coops betrieb in dem Gebäude fortan eine Kuchenbäckerei. Am 23. Januar 1681 heiratete David Josten die Tochter des Hausbesitzers, Margarethe Coops und übernahm die Immobilie. Er betrieb dort eine Bäckerei und Konditorei mit Gewürzhandel. Sein Sohn Jacobus Davids nahm 1735, wie es seinerzeit üblich war, einen festen Familiennamen an. Fortan trugen die Nachkommen keinen patronymischen Namen, sondern den Nachnamen Vissering. Jacobus betrieb zusammen mit seiner Frau Johanna van Hoorn in dem Haus eine Tabakfabrik. Durch Heirat seiner Ur-Enklin Jakoba Vissering gelangte das Gebäude in den Besitz von Friedrich Groß, der dort im Jahre 1800 eine Weinhandlung und Spirituosenfabrik gründete. Groß wurde während der Schlacht bei Ligny im Jahre 1815 tödlich verwundet und hinterließ Frau und Tochter. Seine Witwe Jakoba Eijdina Groß (1779–1855) führte danach die Geschäfte weiter. Etwa sechs Jahre darauf heiratete ihre Tochter Cornelia Wilhelmine Groß (1803–1839) den Wiesbadener Johann Daniel Wilhelm Wolff (1800–1852). Dieser übernahm als Ehemann gleichzeitig das Geschäft seiner Schwiegermutter und gab ihm den noch heute genutzten Namen. Im Jahre 1887 wurde das Haus an die Firma Tjarks & Lühring verkauft und 1927 von der Familie Wolff zurückgekauft. Anfang 2007 ging es in das Eigentum der Hilke und Fritz Wolff Stiftung über.
Im Erdgeschoss betreibt die Familie weiterhin eine Weinhandlung. Im ersten Stock hat die Verwaltung der Firma Wolff ihren Sitz. Im ersten und zweiten Obergeschoss ist ein privates Museum ostfriesischer Wohnkultur eingerichtet.

## Baubeschreibung

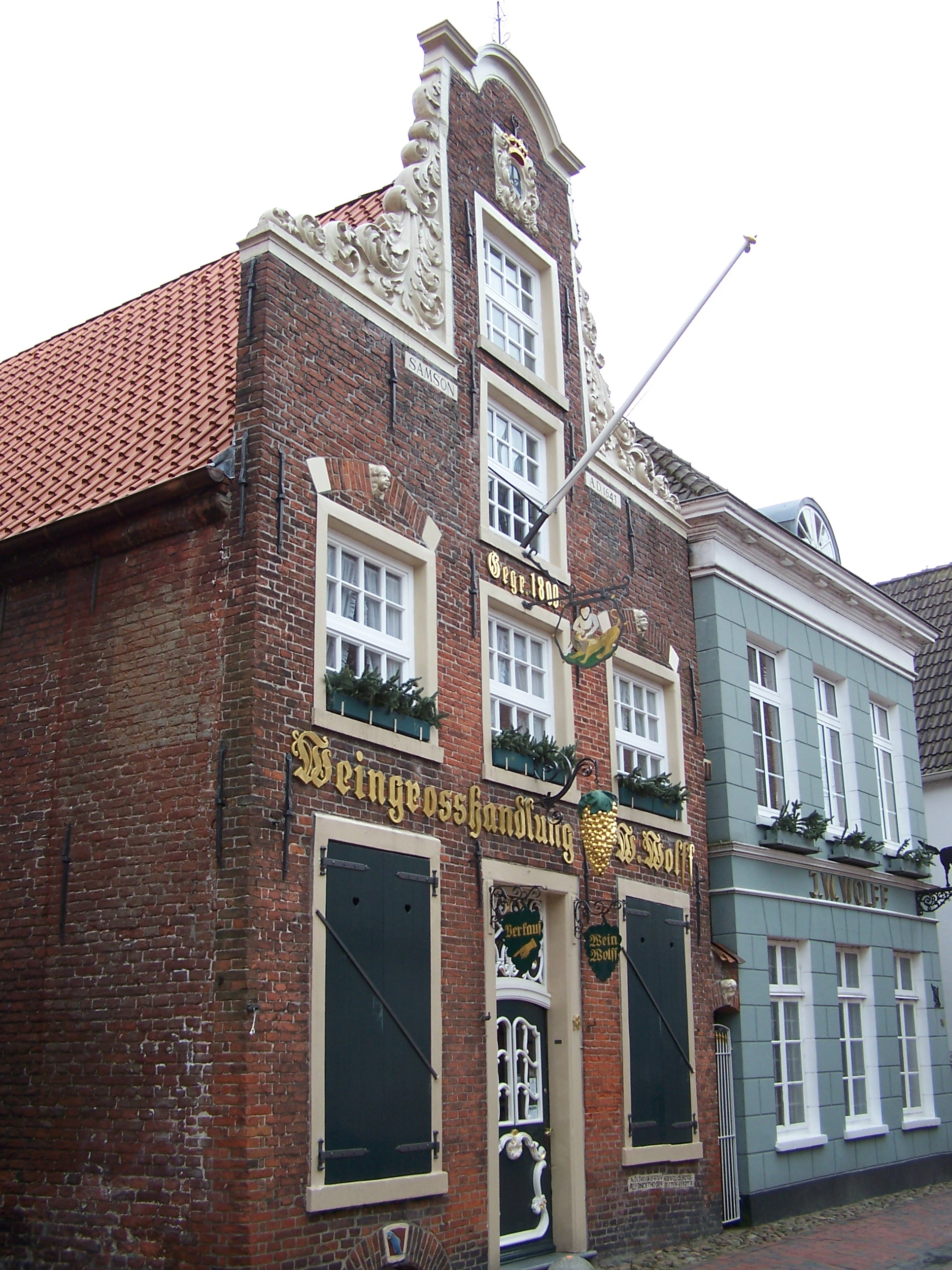
Seitenansicht. Gut zu sehen: Das vor dem mittleren Fenster des ersten Obergeschosses hängende Schild mit dem Löwenbezwingenden Samson.

Das Haus Samson ist ein dreigeschossiger Backsteinbau mit Perückengiebel. Vorbilder waren Amsterdamer Giebelhäuser des niederländischen Frühbarocks. Es wurde als Geschäftshaus mit einem großen Kellergewölbe gebaut. Die Arbeits- und Verkaufsräume befanden sich im Erdgeschoss. In den oberen Stockwerken befanden sich die Speicherräume. Weitere Speicher und Magazine gab es im rückwärtigen Bereich des Gebäudes. Größere Gegenstände und Möbel mussten von der Straße aus durch die breiten Fenster in das Gebäude gezogen werden, da die oberen Stockwerke nur über einen Seilaufzug sowie eine schmale Treppe erreichbar waren.
Der Giebel ist mit kunstvoll aus weiß getünchtem Sandstein gehauenen Akanthusblättern verziert, eine Steinmetzarbeit von Mönchen vom Kloster Thedinga bei Leer. Die Sprossenfenster verfügen über weiße Rahmen sowie über grüne Läden im Erdgeschoss. Unter dem linken Fenster des Erdgeschosses ist ein sprechendes Wappen mit Fisch und Ring zu sehen. Dieses weist auf die Stammmutter der heutigen Besitzerfamilie Wolff, eine geborene Vissering, hin. Unter dem rechten Fenster wurde das Bruchstück eines Inschriftensteines mit der Jahreszahl 1560 vom reformierten Pfarrhaus eingebaut. Der Grund dafür ist unbekannt. Die barocke Tür mit dem filigran verzierten Oberlicht sind jüngeren Datums. Das vor dem mittleren Fenster des ersten Obergeschosses hängende Schild zeigt den Namensgeber Samson einen Löwen bezwingend.

## Museum
Das Privatmuseum im Haus Samson widmet sich der ostfriesischen Wohnkultur des 18. und 19. Jahrhunderts. Claas Wolff gründete es nach dem Ende des Zweiten Weltkrieges. Das Museum ist in den ehemaligen Speicherräumen des ersten und zweiten Obergeschosses untergebracht. Diese wurden dafür nach und nach umgebaut. Die Exponate wurden größtenteils aus dem ostfriesischen Raum zusammengetragen. In dem noch als Wohnung erkennbaren hinteren Teil des Museums lebte Fritz Wolff nach der Ausbombung seines Privathauses in der Neuen Straße bis zu seinem Tod. Das Museum kann während der Öffnungszeiten der Weinhandlung besichtigt werden.